# Atalaya (Madrid)
Atalaya és un barri del districte de Ciudad Lineal, a Madrid. Té una superfície de 24,89 hectàrees i una població de 1.691 habitants (2009). Limita al nord amb el barri de Costillares, al sud amb Colina, a l'est amb Pinar del Rey (Hortaleza) i a l'oest amb Nueva España (Chamartín). Està delimitat pels carrers Cuesta del Sagrado Corazón, Añastro, Mesena, Emeterio Castaños, Arturo Soria, Nudo de Costa Rica i Avenida de la Paz.